# Laurits Follert
Laurits Follert (Duisburg, 10 aprile 1996) è un canottiere tedesco, vice-campione olimpico nell'otto a Tokyo 2020.

## Biografia
La sua squadra di club è il Crefelder Ruder-Club 1883.
Si è laureato campione iridato nell'otto ai mondiali di Ottensheim 2019 e campione continentale per due edizioni consecutive agli degli europei di Lucerna 2019 e Poznań 2020.
Ha rappresentato la Germania ai Giochi olimpici estivi di Tokyo 2020, dove ha vinto la medaglia d'argento nell'otto con i connazionali Johannes Weißenfeld, Olaf Roggensack, Torben Johannesen, Jakob Schneider, Malte Jakschik, Richard Schmidt, Hannes Ocik e Martin Sauer.

## Palmarès
- Giochi olimpici estivi

Tokyo 2020: oro nell'otto;
- Mondiali

Ottensheim 2019: oro nell'otto;
- Europei

Lucerna 2019: oro nell'otto;
Poznań 2020: oro nell'otto;